# Обмен территориями
Обмен территориями — один из способов формировании территории государства при демаркации границ или по результатам заключения мирного договора по итогам войн и вооружённых конфликтов.

## Причины
Обмен территориями происходит между двумя суверенными государствами по практическим, географическим или экономическим причинам, или в рамках разрешения пограничных и территориальных споров.

## Исторические примеры
Советско-польский обмен участками территорий (1951) — крупнейший мирный обмен территориями в истории Польши и одно из крупнейших изменений границ в послевоенной истории Европы и Советского Союза. В соответствии с договором, составленным в Москве 15 февраля 1951 года, Польская Республика и Союз Советских Социалистических Республик обменялись участками государственных территорий площадью по 480 км².
В 1965 году Иордания передала пустынные земли Саудовской Аравии в обмен на земли к югу от Акабы, чтобы Иордания могла расширить свой единственный выход к морю.
Договор о границе 1970 года  между США и Мексикой завершил обмен территориями по реке Рио-Гранде.
6 июня 2015 года Индия и Бангладеш подписали соглашение о сухопутной границе, предполагавшее обмен анклавами. Согласно этому соглашению, Индия передала Бангладеш 111 анклавов в штатах Ассам, Западная Бенгалия, Трипура и Мегхалая общей площадью около 70 квадратных километров. Бангладеш передал Индии 51 анклав общей площадью около 28 квадратных километров. Население этих территорий составляло более 50 тысяч человек. После обмена территориями жителям бывших анклавов было предложено выбрать гражданство.
В 2016 году Бельгия с Нидерландами решили в рабочем порядке обменяться территориями спустя 200 лет после утверждения границ.

## Гипотетические варианты
Обмен территориями между Косово и Сербией рассматривается как один из наиболее крупных возможных обменов территориями в Европе.
В 2024 году премьер-министр Армении Никол Пашинян допустил возможность проведения референдума о возможном обмене территориями с Азербайджаном. По его мнению, обмен должен привести к фактическому восстановлению существовавшей в советское время границы.
В 2024 году секретарь Совета безопасности Республики Кыргызстан Марат Иманкулов заявил о возможности рассмотрения обмена территорией между Киргизией и Таджикистаном для завершения работ по демаркации границы: к тому моменту было завершено описание 90% линии границы двух государств.